# Liste von Barras Bravas in Mexiko
Die nachfolgende Liste beinhaltet die bedeutendsten Barras Bravas im mexikanischen Fußball:

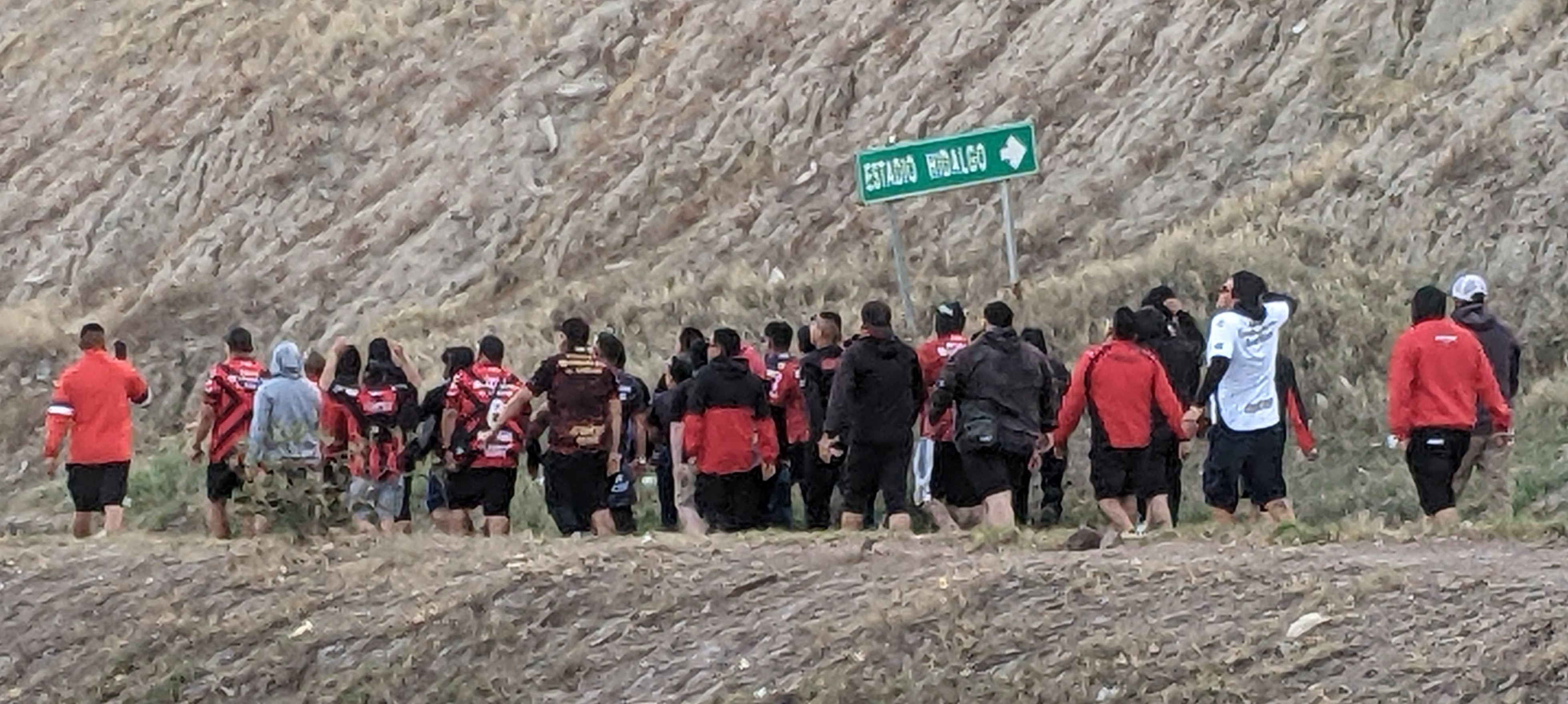
La Masakr3 aus Tijuana auf dem Weg ins Estadio Hidalgo von Pachuca

| Verein         | Barras                                          | Anmerkungen |
| -------------- | ----------------------------------------------- | --- |
| América        | La Monumental, Ritual del Kaos                  | Ritual del Kaoz entstand aus einer Abspaltung der älteren Barra La Monumental. |
| Atlante        | Tito Tepito                                     | Der Name dieser Gruppierung setzt sich aus 2 Komponenten zusammen: Ihr Gründer hieß Tito Monroy und Tepito ist ein Barrio in Mexiko-Stadt, das vorwiegend von Ärmeren bewohnt ist, die seit jeher die traditionelle Gefolgschaft des Club Atlante gebildet haben. |
| Atlas          | Barra 51                                        | Mit der Zahl 51 huldigt man dem 70 Jahre lang einzigen Meistertitel des Vereins, der 1951 errungen wurde. |
| Celaya         | La Demencia                                     | |
| Chiapas        | La Fusion                                       | |
| Cruz Azul      | La Sangre Azul                                  | Die Bezeichnung Das Blaue Blut leitet sich von der Vereinsfarbe ab. |
| Dorados        | Escuadrón Aurinegro                             | |
| Guadalajara    | La Insurgencia La Irreverente Legión 1908       | dt. Die Aufständischen dt. Die Respektlosen 1908 war das Jahr, in dem der 1906 gegründete Club Unión seinen heutigen Namen erhielt. |
| Irapuato       | Los Hijos De La Mermelada (HDLM)                | dt. Die Söhne der Marmelade |
| Juárez         | El Kartel                                       | Der Name ist eine Anspielung auf das ortsansässige Juárez-Kartell |
| León           | Los de Arriba                                   | |
| Lobos BUAP     | La Vagancia                                     | |
| Mazatlán       | La Banda del Pacífico                           | |
| Monterrey      | La Adicción                                     | dt. Die Sucht |
| Murciélagos    | La Rabia                                        | Der Name Die Tollwut bezieht sich darauf, dass Fledermäuse (murciélagos) zu den gefährlichsten Überträgern der Tollwut gehören. |
| Necaxa         | Comando Rojiblanco, Sobredosis Albiroja         | dt. Rot-Weißes Kommando, Weiß-Rote Überdosis |
| Pachuca        | Ultra Tuza                                      | Ultra Tuza ist die älteste Barra Mexikos, die erstmals am 25. Januar 1996 in einem Pokalspiel gegen den Club América in Erscheinung trat. |
| Puebla         | Malkriados, Legión Dragón, El Frente Blankiazul | |
| Pumas UNAM     | La Rebel                                        | |
| Querétaro      | La Resistencia Albiazul                         | |
| San Luis       | La Guerilla                                     | |
| Santos Laguna  | La Komún                                        | |
| Tampico-Madero | La Terrorizer                                   | |
| Tigres UANL    | Libres Y Lokos                                  | dt. Frei Und Durchgedreht |
| Tijuana        | Masakr3                                         | |
| Toluca         | La Perra Brava                                  | dt. Die Wilde Hündin |
| Venados        | La Ultrasol, La Banda del Ciervo                | |
| Veracruz       | Barra 47, Guardia Roja                          | |
| Zacatecas      | División del Norte                              | |